# Ghadames
Ghadames (též Gadameš) (berbersky: ɛadēməs; „klasická“ arabština: غدامس (Ġadāmis) [ɣaˈdæːmɪs]) je město rozkládající se v oáze na západě Libye. Nalézá se asi 550 km na jihozápad od Tripolisu, blízko hranic s Alžírskem a Tuniskem.
Obyvatelstvo oázy tvoří asi 7 000 berberských Tuaregů, podle jiných zdrojů má město 2010 12 500 obyvatel.
Stará část města, obklopená hradbami, byla vyhlášena součástí světového dědictví UNESCO. Obyvatelstvo této části města bylo rozděleno na 7 klanů, z nichž každý obýval vlastní čtvrť. Každá z těchto sedmi částí měla vlastní náměstí, kde se odehrávaly místní slavnosti. V roce 1970 vláda postavila nové domy mimo starou část města. Přesto se v létě mnoho obyvatel vrací do svých původních domů, neboť jejich konstrukce chrání lépe proti horku.
První záznamy o městě Ghadames existují z římské doby, kdy město střídavě obsazovaly skupiny vojáků. Římské jméno města bylo Cydamus. V 6. století bylo město sídlem biskupa, potom, co bylo obyvatelstvo obráceno na křesťanství vyslanci Byzantské říše. Během 7. století pak město ovládli muslimští Arabové. Obyvatelstvo poměrně rychle přijalo islám. Ghadames byl dlouhá staletí důležitou obchodní stanicí pro transsaharský obchod. Jeho význam oslabil až v 19. století.